# Yakari/Episodenliste
Episodenliste von Yakari.

## 1983 und 1984
| Nr. | Deutscher Titel           | Originaltitel             | Erstausstrahlung Frankreich | Deutschsprachige Erstausstrahlung (Deutschland) |
| --- | ------------------------- | ------------------------- | --------------------------- | ----------------------------------------------- |
| 1   | Die Feder                 | La Plume                  | –                           | 1. Apr. 2000                                    |
| 2   | Das Totem                 | Le Totem                  | –                           | 31. Okt. 1999                                   |
| 3   | Großer Adler              | Grand Aigle               | –                           | 14. Nov. 1999                                   |
| 4   | Der Fluss                 | La Rivière                | –                           | 8. Jan. 2000                                    |
| 5   | Lindenbaum                | Tilleul                   | –                           | 15. Jan. 2000                                   |
| 6   | Lindenbäume verschwinden  | La disparition de Tilleul | –                           | 16. Jan. 2000                                   |
| 7   | Der Alarm                 | L'Alerte                  | –                           | 23. Jan. 2000                                   |
| 8   | Die Verfolgung            | Poursuite                 | –                           | 23. Jan. 2000                                   |
| 9   | Der Wolf                  | Le Loup                   | –                           | 22. Jan. 2000                                   |
| 10  | Die Hörner der Wüste      | Les Cornes du désert      | –                           | 23. Jan. 2000                                   |
| 11  | Die Felswand              | Le Mur de Rochers         | –                           | 28. Nov. 1999                                   |
| 12  | Weißer Bison              | Bison Blanc               | –                           | 28. Nov. 1999                                   |
| 13  | Der Fischfang             | La Pêche                  | –                           | 28. Nov. 1999                                   |
| 14  | Die Dürre                 | La Sécheresse             | –                           | 12. Dez. 1999                                   |
| 15  | Das Gewitter              | L'Orage                   | –                           | 6. Feb. 2000                                    |
| 16  | Der Pelikan               | Le Pélican                | –                           | 13. Feb. 2000                                   |
| 17  | Die Otter                 | Les Loutres               | –                           | 19. Dez. 1999                                   |
| 18  | Die Genesung              | La Guérison               | –                           | 24. Okt. 1999                                   |
| 19  | Die Rückkehr des Pelikans | Le Retour du pélican      | –                           | 19. Dez. 1999                                   |
| 20  | Der Korral                | Le Corral                 | –                           | 11. Sep. 1999                                   |
| 21  | Nanabozo                  | Nanabozo                  | –                           | 25. Dez. 1999                                   |
| 22  | Das Kollier               | Le Collier                | –                           | 10. Sep. 1999                                   |
| 23  | Bisonkorn                 | Graine de Bison           | –                           | 2. Apr. 2000                                    |
| 24  | Der Schatten              | L'Ombre                   | –                           | 12. Sep. 1999                                   |
| 25  | Der Grizzly               | Le Grizzly                | –                           | 13. Sep. 1999                                   |
| 26  | Die Insel                 | L'île                     | –                           | 14. Sep. 1999                                   |
| 27  | Die magischen Mokassins   | Les Mocassins magiques    | –                           | 15. Sep. 1999                                   |
| 28  | Der unfehlbare Pfeil      | La Flèche infaillible     | –                           | 17. Sep. 1999                                   |
| 29  | Das Land der weißen Bären | Le Pays des Ours Blancs   | –                           | 18. Sep. 1999                                   |
| 30  | Das Vögelchen             | L'Oisillon                | –                           | 19. Sep. 1999                                   |
| 31  | Die Grotte                | La Grotte                 | –                           | 26. Sep. 1999                                   |
| 32  | Der Fuchs                 | Le Renard                 | –                           | 26. Sep. 1999                                   |
| 33  | Die Verfolgung            | La Poursuite              | –                           | 2. Okt. 1999                                    |
| 34  | Die jungen Füchse         | Les Renardeaux            | –                           | 3. Okt. 1999                                    |
| 35  | Der Brunnen               | La Source                 | –                           | 25. Sep. 1999                                   |
| 36  | Unter der Prärie          | Sous la prairie           | –                           | 22. Apr. 2000                                   |
| 37  | Die Überschwemmung        | L'Inondation              | –                           | 9. Okt. 1999                                    |
| 38  | Die Schlange              | Le Serpent                | –                           | 3. Feb. 2001                                    |
| 39  | Der kleine Bison          | Le Petit Bison            | –                           | 17. Okt. 1999                                   |
| 40  | Kleiner Donner            | Petit Tonnerre            | –                           | 31. Okt. 1999                                   |
| 41  | Die Prüfungen             | Les Épreuves              | –                           | 30. Okt. 1999                                   |
| 42  | Das wilde Pferd           | Le Cheval sauvage         | –                           | 6. Nov. 1999                                    |
| 43  | Die Gefangenen der Insel  | Les Prisonniers de l'île  | –                           | 17. Okt. 1999                                   |
| 44  | Die Botschaft             | Le Message                | –                           | 17. Okt. 1999                                   |
| 45  | Der Vielfraß              | Le Glouton                | –                           | 16. Okt. 1999                                   |
| 46  | Der Schnupfen             | Le Rhume                  | –                           | 13. Nov. 1999                                   |
| 47  | Das Heilmittel            | Le Remède                 | –                           | 18. Nov. 1999                                   |
| 48  | Das Kalumet               | Le Calumet                | –                           | 20. Nov. 1999                                   |
| 49  | Im Land der Wölfe         | Au Pays des Loups         | –                           | 28. Nov. 1999                                   |
| 50  | Die Eier                  | Les Œufs                  | –                           | 5. Dez. 1999                                    |
| 51  | Die Skulptur              | La Sculpture              | –                           | 12. Dez. 1999                                   |
| 52  | Der Auszug                | Le Départ                 | –                           | 18. Dez. 1999                                   |

evtl. ältere Sendetermine sind noch nicht erfasst

## Ab 2005

### Staffel 1
| Nr. (ges.) | Nr. (St.) | Deutscher Titel                  | Originaltitel                 | Erstausstrahlung Frankreich | Deutschsprachige Erstausstrahlung (Deutschland) |
| ---------- | --------- | -------------------------------- | ----------------------------- | --------------------------- | ----------------------------------------------- |
| 1          | 1         | Yakari und Großer Adler          | Yakari et Grand Aigle         | –                           | 21. März 2008                                   |
| 2          | 2         | Yakari und Kleiner Donner        | Yakari et Petit Tonnerre      | –                           | 13. Apr. 2009                                   |
| 3          | 3         | Kleiner Donner reißt aus         | Le Premier Galop              | –                           | 24. März 2008                                   |
| 4          | 4         | Im Land der Wölfe                | Yakari au pays des loups      | –                           | 4. Mai 2008                                     |
| 5          | 5         | Der Herrscher der Prärie         | Les Seigneurs des plaines     | –                           | 25. März 2008                                   |
| 6          | 6         | Der verirrte Pelikan             | Yakari et l'etranger          | –                           | 28. Apr. 2011                                   |
| 7          | 7         | Müder Krieger und der Rabe       | Le Vol des corbeaux           | –                           | 26. März 2008                                   |
| 8          | 8         | Yakari und der Riesenvielfraß    | Le Diable des bois            | –                           | 15. Juli 2008                                   |
| 9          | 9         | Der große Wirbelsturm            | La Fureur du ciel             | –                           | 27. März 2008                                   |
| 10         | 10        | Der Fluss des Vergessens         | La Riviere de l'oubli         | –                           | 17. Juli 2008                                   |
| 11         | 11        | Yakari und die Schneeziege       | La Toison blanche             | –                           | 28. März 2008                                   |
| 12         | 12        | Pilipi, der weiße Wal            | Le Souffleur de nuages        | –                           | 21. Juli 2008                                   |
| 13         | 13        | Das Monster im See               | Le Monstre du lac             | –                           | 31. März 2008                                   |
| 14         | 14        | Die Rache des Carcajou           | La Vengeance du Carcajou      | –                           | 23. Juli 2008                                   |
| 15         | 15        | Yakari bei den Bibern            | Yakari chez les castors       | –                           | 1. Apr. 2008                                    |
| 16         | 16        | Yakari und der Grizzly           | Yakari et le grizzly          | –                           | 25. Juli 2008                                   |
| 17         | 17        | Die Gefangenen der Insel         | Les Prisonniers die l'ile     | –                           | 2. Apr. 2008                                    |
| 18         | 18        | Der Feuerwall                    | La Barriere de feu            | –                           | 29. Juli 2008                                   |
| 19         | 19        | Yakari und der Kojote            | Yakari et le coyote           | –                           | 3. Apr. 2008                                    |
| 20         | 20        | Yakari bei den Bären             | Le grand terrier              | –                           | 31. Juli 2008                                   |
| 21         | 21        | Yakari und der Kondor            | Yakari et le condor           | –                           | 4. Apr. 2008                                    |
| 22         | 22        | Der kleine Kojote                | Le Coyote qui n'a pas de norm | –                           | 4. Aug. 2008                                    |
| 23         | 23        | Reise in die Urzeit              | Le Mystere de la falaise      | –                           | 7. Apr. 2008                                    |
| 24         | 24        | Das Geheimnis von Kleiner Donner | Le Secret de Petit Tonnerre   | –                           | 6. Aug. 2008                                    |
| 25         | 25        | Die große Dürre                  | Le Serpent arc–en–ciel        | –                           | 8. Apr. 2008                                    |
| 26         | 26        | Yakari und der weiße Bär         | Yakari et l'Ours fantome      | –                           | 8. Aug. 2008                                    |
| 27         | 27        | Der geheimnisvolle Fischer       | Le pecheur inconnu            | –                           | 9. Apr. 2008                                    |
| 28         | 28        | Die sprechende Eiche             | Le Chene qui parlait          | –                           | 12. Aug. 2008                                   |
| 29         | 29        | Die verfluchte Schlucht          | L'Etrange poney               | –                           | 10. Apr. 2008                                   |
| 30         | 30        | Der fliegende Dieb               | Le Voleur volant              | –                           | 14. Aug. 2008                                   |
| 31         | 31        | Kleiner Dachs läuft davon        | La Fugue de Graine–de–Bison   | –                           | 11. Apr. 2008                                   |
| 32         | 32        | Yakari und Großer Bogen          | Grand Arc                     | –                           | 18. Aug. 2008                                   |
| 33         | 33        | Das singende Holz                | Le Bois qui chante            | –                           | 14. Apr. 2008                                   |
| 34         | 34        | Die Geistermaske                 | Le Masque fantome             | –                           | 20. Aug. 2008                                   |
| 35         | 35        | Der Sohn des Windes              | Le Fils du vent               | –                           | 15. Apr. 2008                                   |
| 36         | 36        | Das heilige Gestein              | La Pierre sacree              | –                           | 22. Aug. 2008                                   |
| 37         | 37        | Freunde fürs Leben               | Amis pour la vie              | –                           | 16. Apr. 2008                                   |
| 38         | 38        | Die verlorene Flöte              | La Flute perdue               | –                           | 30. Mai 2011                                    |
| 39         | 39        | Der Mondgeist                    | Esprit de lune                | –                           | 17. Apr. 2008                                   |
| 40         | 40        | Zu viel versprochen              | –                             | –                           | 1. Juni 2011                                    |
| 41         | 41        | Ein Bär sieht rot                | –                             | –                           | 18. Apr. 2008                                   |
| 42         | 42        | Die Schlittenwölfe               | –                             | –                           | 3. Juni 2011                                    |
| 43         | 43        | Das ungleiche Duell              | –                             | –                           | 21. Apr. 2008                                   |
| 44         | 44        | Der Präriestern                  | –                             | –                           | 5. Juni 2011                                    |
| 45         | 45        | Der verstoßene Wolf              | –                             | –                           | 22. Apr. 2008                                   |
| 46         | 46        | Schneeball in Gefahr             | –                             | –                           | 7. Juni 2011                                    |
| 47         | 47        | Der Schlafwandler                | Le Marcheur de nuit           | –                           | 23. Apr. 2008                                   |
| 48         | 48        | Die unheimlichen Augen           | Les Yeux mysterieux           | –                           | 9. Juni 2011                                    |
| 49         | 49        | Der alte Bison                   | Yakari et le vieux bison      | –                           | 24. Apr. 2008                                   |
| 50         | 50        | Der Sohn des Adlers              | Le Fils de l'aigle            | –                           | 11. Juni 2011                                   |
| 51         | 51        | Ein Mustang für Großer Bogen     | Le Grand Mustang              | –                           | 25. Apr. 2008                                   |
| 52         | 52        | Der rote Pfeil                   | La Fleche rouge               | –                           | 13. Juni 2011                                   |

### Staffel 2
| Nr. (ges.) | Nr. (St.) | Deutscher Titel                | Originaltitel                   | Erstausstrahlung Frankreich | Deutschsprachige Erstausstrahlung (Deutschland) |
| ---------- | --------- | ------------------------------ | ------------------------------- | --------------------------- | ----------------------------------------------- |
| 53         | 1         | Die Bärenkralle                | La griffe de l'ours             | –                           | 28. Apr. 2008                                   |
| 54         | 2         | Der Sternensplitter            | Le morceau d'etoile             | –                           | 15. Juni 2011                                   |
| 55         | 3         | Die gestohlene Bisonhaut       | Les Seigneurs des plaines       | –                           | 29. Apr. 2008                                   |
| 56         | 4         | Yakari und Grausames Auge      | –                               | –                           | 17. Juni 2011                                   |
| 57         | 5         | Der Gesang des Raben           | Le chant du corbeau             | –                           | 30. Apr. 2008                                   |
| 58         | 6         | Der Lärm des Donnervogels      | Le fracas de l'oiseau tonnerre  | –                           | 19. Juni 2011                                   |
| 59         | 7         | Stiller Fels reitet aus        | La chevauchee de roc tranquille | –                           | 1. Mai 2008                                     |
| 60         | 8         | Das Geschenk an den Stamm      | Le don a la tribu               | –                           | 21. Juni 2011                                   |
| 61         | 9         | Das verlorene Vogelnest        | –                               | –                           | 2. Mai 2008                                     |
| 62         | 10        | Yakari und die Pferdediebe     | –                               | –                           | 27. Apr. 2011                                   |
| 63         | 11        | Die letzte Reise von Mondgeist | La demiere promenade            | –                           | 5. Mai 2008                                     |
| 64         | 12        | Hilfe vom griesgrämigen Esel   | –                               | –                           | 25. Juni 2011                                   |
| 65         | 13        | Man muss warten können         | –                               | –                           | 6. Mai 2008                                     |
| 66         | 14        | Der Zorn des Bisons            | –                               | –                           | 27. Juni 2011                                   |
| 67         | 15        | Die Saat der Sonne             | –                               | –                           | 7. Mai 2008                                     |
| 68         | 16        | Das Gesetz der Natur           | –                               | –                           | 4. Apr. 2009                                    |
| 69         | 17        | Die Mutprobe                   | –                               | –                           | 8. Mai 2008                                     |
| 70         | 18        | Der Traumfänger                | L'attrape reves                 | –                           | 1. Juli 2011                                    |
| 71         | 19        | Der Ausreißer                  | –                               | –                           | 9. Mai 2008                                     |
| 72         | 20        | Knickohr und der kleine Wolf   | –                               | –                           | 10. Apr. 2009                                   |
| 73         | 21        | Hüter der Quelle               | –                               | –                           | 12. Mai 2008                                    |
| 74         | 22        | Freundschaft auf dem Prüfstand | –                               | –                           | 5. Juli 2011                                    |
| 75         | 23        | Das große Nest                 | –                               | –                           | 13. Mai 2008                                    |
| 76         | 24        | Die Spur des Zauberbisons      | –                               | –                           | 7. Juli 2011                                    |
| 77         | 25        | Die Suche nach Kleiner Donner  | –                               | –                           | 14. Mai 2008                                    |
| 78         | 26        | Fohlen in Gefahr               | –                               | –                           | 9. Juli 2011                                    |

### Staffel 3
| Nr. (ges.) | Nr. (St.) | Deutscher Titel                   | Originaltitel      | Erstausstrahlung Frankreich | Deutschsprachige Erstausstrahlung (Deutschland) |
| ---------- | --------- | --------------------------------- | ------------------ | --------------------------- | ----------------------------------------------- |
| 79         | 1         | Honigfalle für Honigtau           | –                  | –                           | 24. Jan. 2014                                   |
| 80         | 2         | Yakari und die Riesenechse        | –                  | –                           | 25. Jan. 2014                                   |
| 81         | 3         | Die dickköpfige Ziege             | –                  | –                           | 26. Jan. 2014                                   |
| 82         | 4         | Die sieben Feuer                  | –                  | –                           | 25. Jan. 2014                                   |
| 83         | 5         | Frühjahrsputz bei Flughörnchen    | –                  | –                           | 27. Jan. 2014                                   |
| 84         | 6         | Die schwarzen Steine              | –                  | –                           | 25. Jan. 2014                                   |
| 85         | 7         | Zwei ungleiche Brüder             | –                  | –                           | 28. Jan. 2014                                   |
| 86         | 8         | Der schlaflose Bär                | –                  | –                           | 25. Jan. 2014                                   |
| 87         | 9         | Die verschwundenen Fische         | –                  | –                           | 29. Jan. 2014                                   |
| 88         | 10        | Der Schatten des Riesen           | –                  | –                           | 26. Jan. 2014                                   |
| 89         | 11        | Der Bison ohne Herde              | –                  | –                           | 30. Jan. 2014                                   |
| 90         | 12        | Einsame Spitze                    | –                  | –                           | 11. Okt. 2014                                   |
| 91         | 13        | Yakari und der Sasquatch          | –                  | –                           | 31. Jan. 2014                                   |
| 92         | 14        | Der Wächter des Felsens           | –                  | –                           | 28. Aug. 2014                                   |
| 93         | 15        | Die Bewährungsprobe               | –                  | –                           | 1. Feb. 2014                                    |
| 94         | 16        | Ein komischer Vogel               | –                  | –                           | 12. Okt. 2014                                   |
| 95         | 17        | Der Geist des Leitwolfs           | –                  | –                           | 2. Feb. 2014                                    |
| 96         | 18        | Yakari und die Wapitis            | –                  | –                           | 18. Okt. 2014                                   |
| 97         | 19        | Die Jäger der Pumas               | –                  | –                           | 3. Feb. 2014                                    |
| 98         | 20        | Yakari und die Wandertauben       | Le Diable des bois | –                           | 18. Okt. 2014                                   |
| 99         | 21        | Der Vogel mit den hundert Stimmen | –                  | –                           | 4. Feb. 2014                                    |
| 100        | 22        | Ein Pferd für Kleines Blatt       | –                  | –                           | 18. Okt. 2014                                   |
| 101        | 23        | Die Felsen des Kondors            | –                  | –                           | 5. Feb. 2014                                    |
| 102        | 24        | Das schnellste Tier der Prärie    | –                  | –                           | 13. Okt. 2014                                   |
| 103        | 25        | Der Futterdieb                    | –                  | –                           | 6. Feb. 2014                                    |
| 104        | 26        | Der Winter naht                   | –                  | –                           | 19. Okt. 2014                                   |

### Staffel 4
| Nr. (ges.) | Nr. (St.) | Deutscher Titel                 | Originaltitel | Erstausstrahlung Frankreich | Deutschsprachige Erstausstrahlung (Deutschland) |
| ---------- | --------- | ------------------------------- | ------------- | --------------------------- | ----------------------------------------------- |
| 105        | 1         | Das blaue Pferd                 | –             | –                           | 6. Dez. 2016                                    |
| 106        | 2         | Der tollpatschige Waschbär      | –             | –                           | 6. Dez. 2016                                    |
| 107        | 3         | Der Zorn der Raben              | –             | –                           | 7. Dez. 2016                                    |
| 108        | 4         | Fettauges langer Marsch         | –             | –                           | 7. Dez. 2016                                    |
| 109        | 5         | Feuerpfeil                      | –             | –                           | 8. Dez. 2016                                    |
| 110        | 6         | Die Herrschaft der Hitze        | –             | –                           | 8. Dez. 2016                                    |
| 111        | 7         | Der Stein der Friedenspfeife    | –             | –                           | 9. Dez. 2016                                    |
| 112        | 8         | Sabotage bei den Bibern         | –             | –                           | 9. Dez. 2016                                    |
| 113        | 9         | Yakari und Großer Grauer        | –             | –                           | 10. Dez. 2016                                   |
| 114        | 10        | Hilf deinen Feinden!            | –             | –                           | 10. Dez. 2016                                   |
| 115        | 11        | Der Pfad der Bisons             | –             | –                           | 11. Dez. 2016                                   |
| 116        | 12        | Kleine Jäger, Großer Grizzly    | –             | –                           | 11. Dez. 2016                                   |
| 117        | 13        | Die Lichtung der Geister        | –             | –                           | 12. Dez. 2016                                   |
| 118        | 14        | Yakari und das Samtgeweih       | –             | –                           | 12. Dez. 2016                                   |
| 119        | 15        | Die Fährte des Pumas            | –             | –                           | 13. Dez. 2016                                   |
| 120        | 16        | Die Legende vom Weißen Raben    | –             | –                           | 13. Dez. 2016                                   |
| 121        | 17        | Der Feuerriese                  | –             | –                           | 14. Dez. 2016                                   |
| 122        | 18        | Die Reise zu den heißen Quellen | –             | –                           | 14. Dez. 2016                                   |
| 123        | 19        | Drei hungrige Kojoten           | –             | –                           | 15. Dez. 2016                                   |
| 124        | 20        | Weiße Pfote                     | –             | –                           | 15. Dez. 2016                                   |
| 125        | 21        | Vielfraß und der müde Krieger   | –             | –                           | 16. Dez. 2016                                   |
| 126        | 22        | Die dunkle Sonne                | –             | –                           | 16. Dez. 2016                                   |
| 127        | 23        | Der heilige Tomahawk            | –             | –                           | 17. Dez. 2016                                   |
| 128        | 24        | Alles verkehrt!                 | –             | –                           | 17. Dez. 2016                                   |
| 129        | 25        | Hilfe für das Flughörnchen      | –             | –                           | 18. Dez. 2016                                   |
| 130        | 26        | Die Salzgrotte                  | –             | –                           | 18. Dez. 2016                                   |

### Staffel 5
| Nr. (ges.) | Nr. (St.) | Deutscher Titel                  | Originaltitel | Erstausstrahlung Frankreich | Deutschsprachige Erstausstrahlung (Deutschland) |
| ---------- | --------- | -------------------------------- | ------------- | --------------------------- | ----------------------------------------------- |
| 131        | 1         | Der Sonnenbaum                   | –             | –                           | 23. Nov. 2017                                   |
| 132        | 2         | Yakari und Silberfell            | –             | –                           | 23. Nov. 2017                                   |
| 133        | 3         | Die Suche nach dem Türkis        | –             | –                           | 24. Nov. 2017                                   |
| 134        | 4         | Die sprechenden Steine           | –             | –                           | 24. Nov. 2017                                   |
| 135        | 5         | Rauchzeichen                     | –             | –                           | 25. Nov. 2017                                   |
| 136        | 6         | Das widerborstige Stachelschwein | –             | –                           | 25. Nov. 2017                                   |
| 137        | 7         | Fliegender Fuß                   | –             | –                           | 26. Nov. 2017                                   |
| 138        | 8         | Der Streit der Sturköpfe         | –             | –                           | 26. Nov. 2017                                   |
| 139        | 9         | Wie Knickohr zu Yakari kam       | –             | –                           | 27. Nov. 2017                                   |
| 140        | 10        | Flügel der Nacht                 | –             | –                           | 27. Nov. 2017                                   |
| 141        | 11        | Das Wolfsjunge                   | –             | –                           | 28. Nov. 2017                                   |
| 142        | 12        | Die Reise zu den Großen Hügeln   | –             | –                           | 28. Nov. 2017                                   |
| 143        | 13        | Totem Yakari                     | –             | –                           | 29. Nov. 2017                                   |
| 144        | 14        | Yakari und Freies Pferd          | –             | –                           | 29. Nov. 2017                                   |
| 145        | 15        | Der Tanz des Luchses             | –             | –                           | 30. Nov. 2017                                   |
| 146        | 16        | Yakari verliert seine Stimme     | –             | –                           | 30. Nov. 2017                                   |
| 147        | 17        | Ein Freund für Wirbelwind        | –             | –                           | 1. Dez. 2017                                    |
| 148        | 18        | Der fliegende Bär                | –             | –                           | 1. Dez. 2017                                    |
| 149        | 19        | Adlerschnabel                    | –             | –                           | 2. Dez. 2017                                    |
| 150        | 20        | Zwei ganz verschiedene Freunde   | –             | –                           | 2. Dez. 2017                                    |
| 151        | 21        | Der unheimliche Pferdedieb       | –             | –                           | 3. Dez. 2017                                    |
| 152        | 22        | Die Kojotenjagd                  | –             | –                           | 3. Dez. 2017                                    |
| 153        | 23        | Die Schlucht der Adler           | –             | –                           | 4. Dez. 2017                                    |
| 154        | 24        | Eile mit Weile                   | –             | –                           | 4. Dez. 2017                                    |
| 155        | 25        | Der Häuptlingsschmuck            | –             | –                           | 5. Dez. 2017                                    |
| 156        | 26        | Der mit dem Menschen zieht       | –             | –                           | 5. Dez. 2017                                    |